# Edmund de Waal
Edmund Arthur Lowndes de Waal, OBE, född 10 september 1964, är en brittisk keramiker, och författare till boken Haren med bärnstensögon (2010). Han har arbetat som  kurator, föredragshållare, konstkritiker, konsthistoriker och var professor i keramik vid University of Westminster fram till 2011.

## Utmärkelser
- Officer av Brittiska imperieorden,  2011
- Windham–Campbell Literature Prizes,  2015[6]
- Daiwa Scholarship

[Redigera Wikidata]